# تشارلي غود
تشارلي جيمس غود (بالإنجليزية: Charles James Goode)‏ (مواليد 3 أغسطس 1995 في واتفورد، إنجلترا)، هو لاعب كرة قدم إنجليزي يلعب مع نادي برينتفورد في الدوري الإنجليزي الممتاز في مركز الدفاع.

## وصلات خارجية
- تشارلي غود على موقع قاعدة بيانات كرة القدم.إي يو (الإنجليزية)
- تشارلي غود على موقع Soccerbase.com (لاعب) (الإنجليزية)
- تشارلي غود على موقع Soccerway.com (الإنجليزية)
- تشارلي غود على موقع عالم كرة القدم.نت (الإنجليزية)